# Dones a Venècia
Dones a Venècia (títol original en anglès The Honey Pot) és una pel·lícula anglesa dirigida l'any 1967 per Joseph L. Mankiewicz. Ha estat doblada al català. Protagonitzada per Rex Harrison, Susan Hayward, Cliff Robertson, Capucine, Edie Adams, i Maggie Smith, la pel·lícula està basada en l'obra Mr. Fox of Venice de Frederick Knott, la novel·la The Evil of the Day de Thomas Sterling, i més remotament en l'obra de 1606 Volpone de Ben Jonson. La pel·lícula va ser rodada en exteriors a Venècia i en els estudis Cinecittà a Roma.

## Repartiment
- Rex Harrison: Cecil Fox
- Susan Hayward: Mrs Sheridan
- Cliff Robertson: William McFly
- Capucine: La princesa Dominique
- Edie Adams: Merle McGill
- Maggie Smith: Sarah Watkins
- Adolfo Celi: L'inspector Rizzi
- Hugh Manning: Volpone
- David Dodimead: Mosca